# 天地開闢 (中国神話)
中国神話における天地開闢（てんちかいびゃく）は、史記にも記載がなくその初めての記述は呉の時代（3世紀）に成立した神話集『三五歴記』（藝文類聚）や、『五運暦年記』『述異記』に記述がある。盤古開天闢地（ばんこかいてんびゃくち）、盤古開天（ばんこかいてん）とも。

## あらすじ
天地が未だ形をなさない時、鶏卵の中身のように天地は混ざり合い、混沌としていた。その中に、盤古が生まれた。この盤古の誕生をきっかけとして天地が分かれ始めたが、天は1日に1丈ずつ高さを増し、地も同じように厚くなっていった（従って、中国神話では、天の高さと地の厚さの長さは同じ）。その境にいた盤古も姿を1日9度も変えながら1丈ずつ成長していった。そして1万8千年の時が過ぎ、盤古も背丈が9万里の大巨人となり、計り知れない時が経った末に死んだ。
盤古が死ぬと、その死体の頭は五岳（東岳泰山を筆頭とした北岳恒山、南岳衡山、西岳華山、中岳嵩山の総称）に、その左目は太陽に、その右目は月に、その血液は海に、その毛髪は草木に、その涙が川に、その呼気が風に、その声が雷になった。

## その他の天地開闢神話
盤古による天地開闢神話以外にも、古代中国には次のような神話がある。

### 重黎による天地開闢神話
原初、天地は近接しており自由に往来できていたが、重黎（ちょうれい）という神が天を上に押し上げ、地を下に押し下げたために天地が分かたれたという。『書経』『国語』『山海経』に記述がある。

### 女媧補天神話
『淮南子』には、中国の地勢の起源を語る女媧補天神話の記述がある。
太初より大地の四隅に天を支える柱が立っていたが、あるとき柱が折れてしまい、天が落ちてきて大洪水や地割れ、大火災が発生し大惨事となった。これを見た女媧という人頭蛇身の神が5色の石を練ってひび割れた天を補修し、巨大な亀の足を切り取って東西南北の柱として立て直して天空を支えた。さらに、芦を集めて焼いた灰で大洪水を治め、天地は元通りとなった。

## その他
- 張君房が11世紀初めに編集した道教書『雲笈七籤（うんきゅうしちせん）』巻三では、世界について、まず「無」から「妙一」、「三元」、「三気」、「三才」へと変化し、万物が生じたと（万物生成の過程を）説く。三元の頃に、天宝君・霊宝君・神宝君の三宝君の神が現れ、この神のいる場所をそれぞれ玉清境・上清境・太清境といい、その総称を「三天」または「三清境」と呼ぶ（後述書 p.75）。この三宝君も元は元始天尊から別れた神であり、それぞれ経典を説き、洞真・洞玄・洞神の三洞の教主となったとある（窪徳忠 『道教の神々』 講談社学術文庫 10刷2001年(1刷1996年) p.75）。この他にも諸説ある（前同）。